# 蘇姿丰
蘇姿丰（1969年11月7日—）是一名出生於臺灣臺南的美國電機工程學專家和企業家，現任半導體公司（AMD）的主席和行政總裁。她也是美國半導體行業協會的董事，以及電機電子工程師學會的會員。
她曾於德州儀器、IBM、飛思卡爾等擔任工程和管理職位。 她在擔任IBM半導體研發中心（英語：Semiconductor Research and Development Center）副總裁期間參與研發出SOI、更有效率的半導體晶片等技術。 她也曾擔任思科系統的董事。

## 早年經歷
蘇姿丰的父系家族屬於住在臺南的蘇姓閩南裔臺灣人。 她在3歲時隨父親蘇春槐和母親羅淑雅移民美國。 蘇春槐是一位統計學專家。羅淑雅是一位會計師及企業家。
她自小與兄弟被家人鼓勵學習數學與科學。在10歲時開始拆解和整修遙控車等機器，在就讀初級中學時獲得一臺Apple II電腦。1986年她从布朗克斯科學高中畢業。
1986年秋季，她入學麻省理工學院，並選擇主修電機工程學。 她在1991年於麻省理工學院取得碩士學位。她自1990年起在麻省理工學院就讀於博士班，並在Dimitri Antoniadis指導下進行研究。 她在當時即率先投入於研究SOI等技術。 她後來於1994年取得電機工程學博士學位。

## 生涯

### 1994年至1999年：德州仪器和IBM研发
1994年6月，蘇姿丰成为德州仪器技术人员，她在公司的半导体工艺与器件中心（SPDC）工作，直至1995年2月。在那个月，IBM聘请蘇姿丰作为一名专攻器件物理的研究人员，并被任命为IBM半导体研发中心的副总裁。
在IBM的任职期间，蘇姿丰在开发使铜连接与半导体芯片协同工作的“配方”上发挥了“关键作用”，解决了在生产过程中防止铜杂质污染器件的问题。她与IBM的各种设计团队合作，解决了设备细节的问题，蘇姿丰解释道：“我的专业不是铜，但我迁移到问题所在的地方。”铜技术于1998年推出，带来了新的行业标准和比传统版本快高达20%的芯片。

### 2000年至2007年：IBM新兴产品部
在2000年，蘇姿丰被任命为IBM行政總裁Lou Gerstner的技术助手，担任了一年的工作任务。随后，她承担了新兴项目总监的角色，表示“我基本上是自己的总监 - 组里没有其他人”。作为IBM新兴产品部的负责人和创始人，蘇姿丰领导了一家初创公司 ，并很快聘请了10名员工，专注于生物芯片和“低功耗和宽带半导体”。他们的第一个产品是一款微处理器，改善了手机和其他手持设备的电池寿命。《麻省理工科技評論》在2001年将她列为“35岁以下的顶尖创新者”，部分原因是她在新兴产品方面的工作。
通过她的部门，蘇姿丰代表IBM与索尼和Toshiba（東芝） 合作创建下一代芯片。久夛良木健负责这次合作，要求“将游戏机处理器的性能提高1000倍”，蘇姿丰的团队最终提出了一个九处理器芯片的概念，后来成为Cell microprocessor（細胞微处理器），用于驱动诸如索尼Sony PlayStation 3.等设备。她继续担任IBM半导体研发中心的副总裁，直到2007年5月。

### 2007年至2011年：飞思卡尔半导体
蘇姿丰于2007年6月加入飞思卡尔半导体，担任首席技术官（ CTO），负责公司的研发工作，直至2009年8月。从2008年9月至2011年12月，她担任飞思卡尔网络与多媒体集团的高级副总裁 兼总经理，负责公司嵌入式通信和应用处理器业务的全球战略、市场营销和工程。作为公司网络芯片业务的负责人，EE Times （《電子時報》）认为她帮助飞思卡尔“整顿了内部事务”，该公司在2011年申请进行首次公开发行（ IPO ）。

### 2012年至2014年：AMD任职
2012年1月，蘇姿丰成为AMD的高级副总裁兼总经理，负责监督公司的全球业务部門和AMD产品的“端到端业务执行”。在接下来的两年中，她在推动公司超越个人电脑市场方面发挥了“重要作用”，包括与微软和索尼合作，在Xbox One和PS4游戏主机中使用AMD芯片。
于2014年10月8日，AMD宣布任命蘇姿丰为行政總裁，取代Rory Read。蘇姿丰表示她为公司制定的计划包括专注于进行“正确的技术投资”，简化产品线，并继续多元化，她还强调希望“简化”公司并加速新技术的开发。由于蘇姿丰的资历，许多分析师赞扬了这一任命，指出AMD在蘇姿丰具有“丰富经验”的产品领域寻求增长。

### 2015年至2016年：AMD多元化

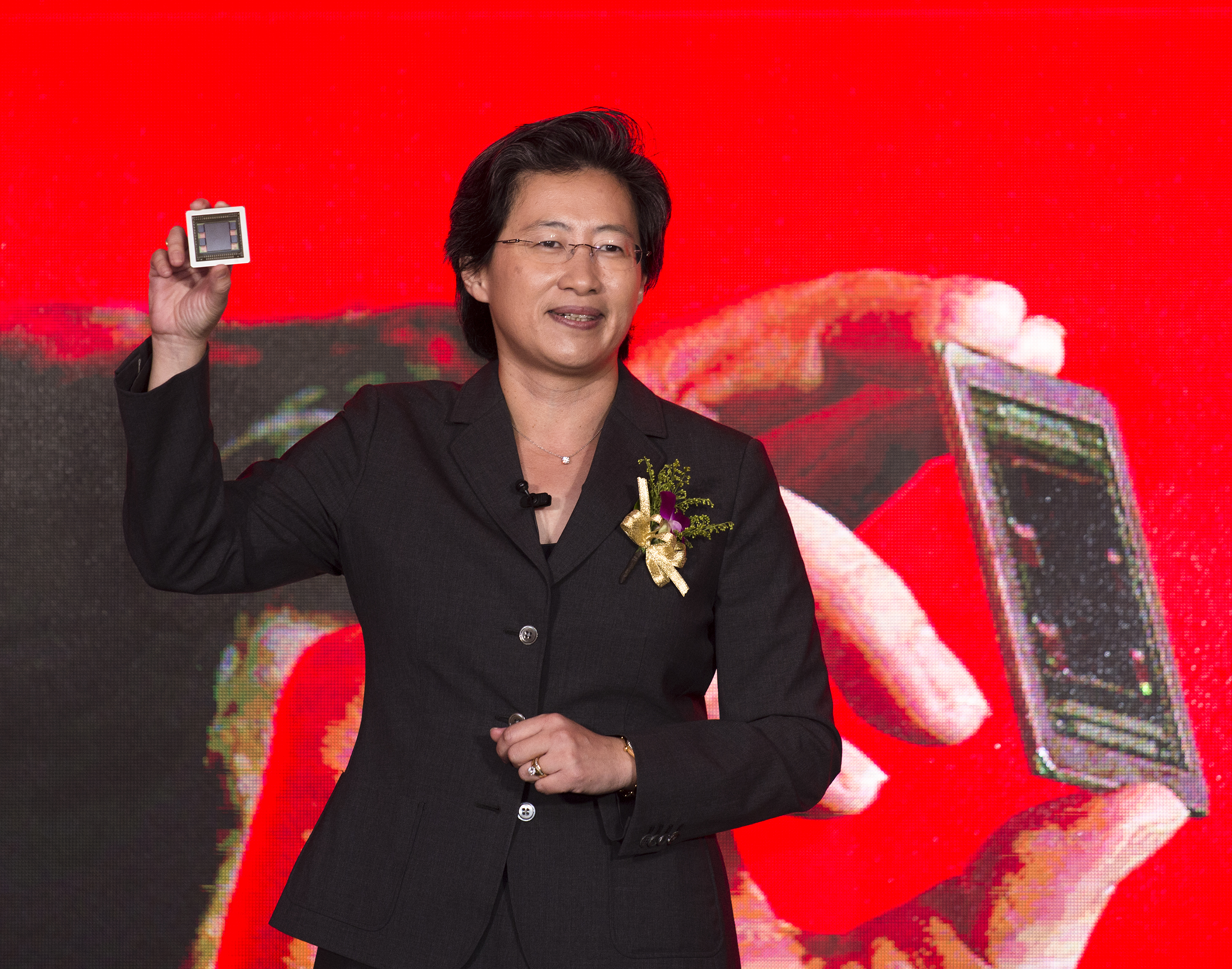
2015年7月，蘇姿丰作為AMD CEO

蘇姿丰加入AMD时（2012年），约有10%的销售额来自非个人电脑产品。到了2015年2月，大约40%的AMD销售额来自非个人电脑市场，如视频游戏主机和嵌入式设备。2015年5月，蘇姿丰和其他AMD高管提出了公司的长期战略，聚焦于为三个增长领域开发高性能计算和图形技术：游戏、数据中心和“沉浸式平台”市场。
2016年1月，蘇姿丰宣布AMD正在研发基于新FinFET技术的芯片，以创建一系列新的微处理器、产品、加速处理单元（(APU）、图形芯片和未发布的视频游戏主机的半定制芯片设计。2016年7月，AMD宣布强劲的收入增长，导致AMD的股价飙升。《财富》杂志将这一“令人印象深刻”的统计数据归功于蘇姿丰，表示她“继续执行她的复苏计划...在图形和视频游戏主机芯片方面取得的关键收益以及在中國许可服务器芯片设计 的精明交易推动了业绩”。

### 2017年至今：銳龍
在2017年第二季度首次推出Zen微架構芯片后，AMD在 CPU市场份额的百分比激增至近11%。Ryzen CPU在各种新闻媒体中收到了好评，特别是强调其高线程数，价格明显低于Intel，尤其是在高性能计算市场上，AMD的Ryzen Threadripper （線程撕裂者）系列工作站处理器表现出色。蘇姿丰是有史以来首位登上美联社年度CEO薪酬调查榜首的女性：她2019年的薪酬达到5850万美元。
2022年2月，蘇姿丰在完成据报道价值490亿美元的对FPGA （现场可编程逻辑门阵列）和可编程SoC （片上係統）制造商赛灵思的收购后，成为AMD的董事长。

## 獎項和榮譽
2018年9月30日，美國國家工程院（NAE）向其頒發美國國家工程院院士，以表彰她在 SOI 製程，以及產業領導上的優異表現。
2018年10月24日，台南市政府特於市政會議通過提案，頒發「卓越市民獎」給蘇姿丰與父母蘇春槐、羅淑雅等三人，這也是第一次有一家人同時獲獎的紀錄。
2019年12月，蘇姿丰入選彭博資訊公布的2019年「彭博50」名單。
2020年9月16日，美國半導體產業協會（SIA）向其頒發羅伯特•諾伊斯大獎 (Robert N. Noyce Award)。
2020年，《財富》雜誌評選的「年度商界風雲人物」（排名第2位）。
2020年，矽谷領袖精神獎。
2020年，《財富》雜誌評選的「商界最具影響力女性」。
2020年，技術領導力阿比獎 (Technical Leadership Abie Award)。
2020年，入選美國藝術與科學學院。
2021年，福布斯100位最有影響力的女性。
2021年，IEEE羅伯特·諾伊斯獎章 (Robert N. Noyce Medal)。
2021年，《財富》雜誌評選的「商界最具影響力女性」 。
2021年，美國總統的技術顧問委員會成員。
2021年，五位最受推崇的技術創新女性領袖。
2021年，女性技術名人堂。
2021年，全球半導體聯盟 (GSA) 創新女性獎。
2021年，耶魯大學行政總裁領導力學院的領導力傳奇獎。
2021年，巴倫週刊2021年全球最佳CEO獎。
2022年，國際和平榮譽獎獲得者。 6月，蘇姿丰被俄國列入美國公民制裁名單。
2023年1月，獲頒台灣亞洲大學工學名譽博士。
2023年6月3日，獲頒台灣國立清華大學名譽博士。
2023年7月20日，獲頒台灣國立陽明交通大學名譽博士。
2023年12月，美國《富比士》雜誌公布的2023年全球百大最有權勢女性，排名第49。
2024年，被选为工业技术研究院院士。
2024年，鲍尔商业领导力奖。
2024年，入选《金融时报》年度最具影响力女性。
2024年，被评为《时代周刊》年度首席执行官。

## 轶事
《天下雜誌》曾報導蘇姿丰與NVIDIA創辦人黃仁勳是親戚關係，她在2018年一次朝鮮日報的採訪中否認這項傳聞。但蘇姿丰2020年在消費者技術協會的網絡研討會中回應與黃仁勳的關係是遠房親戚；蘇姿丰的外公羅伯沐與黃仁勳的母親羅采秀為相差18歲的親兄妹，羅采秀為蘇姿丰母親羅淑雅的小姑姑，黃仁勳為蘇姿丰的表舅（五親等血親）。
|  |  |        |        |        |        |                  |        |  |  |                      |                      |                      |                      |                      |                      |  |  | 羅取   |        |        |        |                  |                  |                  |                  |                  |                  |                 |                 |                 |                 |  |  |  |  |  |  |
|  |  |        |        |        |        |                  |        |  |  |                      |                      |                      |                      |                      |                      |  |  |        |        |        |        |                  |                  |                  |                  |                  |                  |                 |                 |                 |                 |  |  |  |  |  |  |
|  |  |        |        |        |        |                  |        |  |  |                      |                      |                      |                      |                      |                      |  |  |        |        |        |        |                  |                  |                  |                  |                  |                  |                 |                 |                 |                 |  |  |  |  |  |  |
|  |  |        |        |        |        |                  |        |  |  | 羅伯沐 （1921）      | 羅伯沐 （1921）      | 羅伯沐 （1921）      | 羅伯沐 （1921）      | 羅伯沐 （1921）      | 羅伯沐 （1921）      |  |  | 黃興泰 | 黃興泰 | 黃興泰 | 黃興泰 | 黃興泰           | 黃興泰           |                  |                  | 羅采秀 （1939）  | 羅采秀 （1939）  | 羅采秀 （1939） | 羅采秀 （1939） | 羅采秀 （1939） | 羅采秀 （1939） |  |  |  |  |  |  |
|  |  |        |        |        |        |                  |        |  |  | 羅伯沐 （1921）      | 羅伯沐 （1921）      | 羅伯沐 （1921）      | 羅伯沐 （1921）      | 羅伯沐 （1921）      | 羅伯沐 （1921）      |  |  | 黃興泰 | 黃興泰 | 黃興泰 | 黃興泰 | 黃興泰           | 黃興泰           |                  |                  | 羅采秀 （1939）  | 羅采秀 （1939）  | 羅采秀 （1939） | 羅采秀 （1939） | 羅采秀 （1939） | 羅采秀 （1939） |  |  |  |  |  |  |
|  |  |        |        |        |        |                  |        |  |  |                      |                      |                      |                      |                      |                      |  |  |        |        |        |        |                  |                  |                  |                  |                  |                  |                 |                 |                 |                 |  |  |  |  |  |  |
|  |  | 蘇春槐 | 蘇春槐 | 蘇春槐 | 蘇春槐 | 蘇春槐           | 蘇春槐 |  |  | 羅淑雅 （1944—2021） | 羅淑雅 （1944—2021） | 羅淑雅 （1944—2021） | 羅淑雅 （1944—2021） | 羅淑雅 （1944—2021） | 羅淑雅 （1944—2021） |  |  |        |        |        |        | 黃仁勳 （1963—） | 黃仁勳 （1963—） | 黃仁勳 （1963—） | 黃仁勳 （1963—） | 黃仁勳 （1963—） | 黃仁勳 （1963—） |                 |                 |                 |                 |  |  |  |  |  |  |
|  |  | 蘇春槐 | 蘇春槐 | 蘇春槐 | 蘇春槐 | 蘇春槐           | 蘇春槐 |  |  | 羅淑雅 （1944—2021） | 羅淑雅 （1944—2021） | 羅淑雅 （1944—2021） | 羅淑雅 （1944—2021） | 羅淑雅 （1944—2021） | 羅淑雅 （1944—2021） |  |  |        |        |        |        | 黃仁勳 （1963—） | 黃仁勳 （1963—） | 黃仁勳 （1963—） | 黃仁勳 （1963—） | 黃仁勳 （1963—） | 黃仁勳 （1963—） |                 |                 |                 |                 |  |  |  |  |  |  |
|  |  |        |        |        |        |                  |        |  |  |                      |                      |                      |                      |                      |                      |  |  |        |        |        |        |                  |                  |                  |                  |                  |                  |                 |                 |                 |                 |  |  |  |  |  |  |
|  |  |        |        |        |        | 蘇姿丰 （1969—） |        |  |  |                      |                      |                      |                      |                      |                      |  |  |        |        |        |        |                  |                  |                  |                  |                  |                  |                 |                 |                 |                 |  |  |  |  |  |  |

她曾與日本職業將棋手藤井聰太互動。藤井聰太組裝了一部使用AMD Ryzen Threadripper 3990X處理器的電腦，做為人工智慧將棋軟體的研究。2018年12月，蘇姿丰在Twitter上，對藤井聰太是AMD Ryzen用戶表示了積極的反應。
當藤井聰太在2020年贏得冠軍時，她也發了一封祝賀信。作為回應，藤井聰太將蘇姿丰列為他在這個世界上最想見到的人 。2022年9月，藤井聰太與AMD在日本的法人簽下廣告契約。
苏姿丰在中文科技爱好者中有苏妈的昵称。其標誌性的大鑽戒在展示產品時特別引人注意。